# Транссексуалност
При транссексуалността половата идентичност се различава от телесния и приписания на лицето пол при раждане. Транссексуалните или трансджендър хора често променят или желаят да променят тялото си чрез хормонални, хирургични и други интервенции, за да приведат телата си в колкото се може по-голямо съответствие с идентичността си. Хората, които са били определени като жени след раждането си, но се идентифицират и живеят като мъже, и променят или имат желание да променят телата си, се наричат транссексуални мъже или жена-към-мъж (ЖКМ). Хората, които са били определени като мъже след раждането си, но се идентифицират и живеят като жени, и променят или имат желание да променят телата си, се наричат транссексуални жени или мъж-към-жена (МКЖ). Някои от тези хора предпочитат да бъдат определяни като мъж или като жена, а не като транссексуален (мъж) или транссексуална (жена).
Понятието транссексуалност се припокрива, но не е идентично с трансджендър, където второто е понятие-чадър за много различни идентичности, при които половата идентичност, телесният пол или изразяването на пола на даден човек не съответстват на онзи пол, който околните са му приписали при раждането му. Всички транссексуални хора са трансджендър, но не всички трансджендър хора са транссексуални.

## Промяна на биологичния пол
Някои трансполови хора желаят и преминават операция за промяна на гениталния пол, гонадния пол и вторичните полови белези. При тях по хирургически път половите органи се трансформират така, че да отговарят на психологичния пол, а половите белези се модифицират чрез хормонална терапия.

## Причини за транссексуалността
Медицинските изследвания в областта посочват като възможна причина за транссексуалността различия в структурата и размера на някои части от мозъка, които вероятно определят половата идентичност. Някои изследвания сочат, че определени ядра в хипоталамуса (паравентрикуларно, супрахиазматично и сексуално диморфично), които се различават по размера си и по други характеристики при мъжете и жените, показват при всички или при част от транссексуалните хора белези на противоположния пол. Други изследвания отричат тяхната роля, , но сочат като възможен кандидат за биологична база на транссексуалността разлики в легловото ядро на стриа терминалис. Не е установена разлика в размера или характеристиките на тези ядра между хетеросексуални и хомосексуални хора, които не са транссексуални.
Причините за разликите не са изяснени докрай. Някои учени (Dr. Dick F. Swaab, Dr. Geert de Vries) смятат, че те са вродени. Други (Dr. Roger Gorski) допускат възможността промените да настъпват след раждането, като резултат от поведенчески фактори по време на растежа, и/или резките промени в хормоналния баланс по време на пубертета. Повечето учени подкрепят тезата, че тези разлики са важна, но не единствена причина за трансполовостта; както повечето човешки поведенчески фактори, тя е сложен комплекс, базиран на много фактори.

## Транссексуалност и хомосексуалност
Транссексуалните хора, с редки изключения, не са хомосексуални от гледна точка на половата си идентичност. Така, например, след като една транссексуална жена има женска полова идентичност, логично е тя да изпитва сексуално влечение към мъже, тъй като самата тя не се възприема като мъж.

## История
Психопатологичният модел за транссексуалните хора се разглежда като остарял, основан на представи от 40-те години на XX в. за сексуалните отклонения и е изоставен с премахването на „дисфорията на половата идентичност“ от Международния класификатор на болестите в неговата версия от 18 юни 2018 г., като следва по-ранни доклади, които препоръчват да се премине към модел, който е в съзвучие със съвременните научни разбирания за транссексуалността и отговаря в по-голяма степен на „нуждите, опита и човешките права на тази уязвима група“..
В Десетата ревизия на Международната статистическа класификация на болестите и проблемите, свързани със здравето на СЗО транссексуалността, включена под код F64.0, е дефинирана като състояние, при което „лицето желае да живее и да бъде възприемано като принадлежащо към противоположния пол, което обикновено се придружава от чувство на дискомфорт от собствения анатомичен пол, или от преживяването му като несъответен. Налице е желание за подлагане на хирургична операция и хормонално лечение, за да направи тялото си колкото е възможно по-съответно на предпочитания от него пол“. С единадесетата ревизия на класификацията, обявена на 18 юни 2018 г., е признато, че транссексуалността не е психично разстройство, заличена е от раздела на МКБ с психични заболявания, и е въведена нова категория, наречена „джендър несъответствие“, която е поставена в новосъздаден раздел за състояния, свързани с половото здраве.
Терминът „транссексуализъм“ се смята за остарял от АПА. При издаването на ДСН-5 диагнозата „транссексуализъм“ е премахната и на нейно място е описана „полова дисфория“. Тази промяна е направена с цел да бъде отразен консенсусът в Американската психиатрична асоциация, според който трансидентичността не е психичен проблем и трансполовите хора не трябва да бъдат стигматизирани. Така трансполовите хора, които желаят да преминат процес за промяна на пола, имат достъп до медицински услуги по време на преходния период. В същото време в актуализираната версия на МКБ-10 на Световната здравна организация терминът transsexualism (преведен в българската версия като транссексуалност) остава валиден като диагноза F64.0 за 2016 г.

## Цитирана литература
- American Psychological Association. (2011). Answers to your questions about transgender people, gender identity, and gender expression.
- Teich, N. (2012). Transgender 101: A Simple Guide to a Complex Issue. New York: Columbia University Press. ISBN 978-0-231-15713-1
- Zucker, K.J., et. al. (2013). Memo outlining evidence for change for gender identity disorder in the DSM-5. Archives of Sexual Behavior, 42(5), pp. 901 – 914. DOI:10.1007/s10508-013-0139-4